# Ol'ga L'vovna Sviblova
Ol'ga L'vovna Sviblova, in russo Ольга Львовна Свиблова? (Mosca, 6 giugno 1953), è una regista, critico d'arte ed autrice russa.
Dal 2010, è direttrice del Museo di arte multimediale (ex Casa della fotografia, fondata da lei nel 1996).

## Biografia
Si è laureata con lode presso il Dipartimento di Psicologia dell'Università statale di Mosca nel 1978, e nel 1987 ha conseguito un diploma post laurea con specializzazione in "La psicologia della creatività". Ha conseguito un dottorato di ricerca ed è membro onorario dell'Accademia russa di belle arti.
Dal 1996 è stato coinvolta con più di 2.500 progetti in Russia e all'estero nel campo della fotografia e dell'arte contemporanea, come ad esempio nel 2007-2009, è stata la curatrice del padiglione russo alla LII Esposizione internazionale d'arte di Venezia.
Considerata come l'icona russa dello stile e guru della fotografia, nell 2011 fa parte delle tre persone le più influenti dell'arte russa secondo la rivista ArtChronika.